# 蒙塔尔多罗埃罗
蒙塔尔多罗埃罗（義大利語：Montaldo Roero），是意大利库内奥省的一个市镇。总面积11平方公里，人口877人，人口密度79.7人/平方公里（2009年）。ISTAT代码为004135。